# Skara stadga (1414)
Skara stadga från år 1414 var en lagtext som i huvudsak reglerade förhållandet med landbor. Texten brukar därför också kallas Landbostadgan. Artiklarna är nära identiska med den stadga som utfärdades för Växjö samma år. 

## Källmaterial
Av källmaterialet finns inget bevarat dokument från tiden före 1400-talets andra hälft. Endast ett exemplar kan hänföras till 1450-talet men är också kraftigt defekt. Från det senare 1400-talet finns flera texter bevarade infogade i diverse laghandskrifter. 
De bevarade texterna skiljer sig något åt till innehåll. Till exempel varierar antalet artiklar till mellan 19 och 21, samt att ordningsföljden skiljer. Det dåliga källmaterialet gör att den ursprungliga texten är svår att identifiera. Till den tryckta versionen i Svenskt diplomatarium (SD 1975) har man använt en laghandskrift (B 48) i Uppsala universitetsbibliotek från slutet av 1400-talet.

## Utformning och betydelse
Varken Skarastadgan eller Växjöstadgan 1414 räknas som riksbeslut utan snarare om lagstifning genom räfstetinget. Båda saknar kungabrevets form och varken konungen eller riksrådet omnämns i texten. Det har ansetts att man genom Skarastadgan försökt anpassa den lokala västgötska rätten, Västgötalagen, till rikets lag. Texten visar frälsets försök att påverka lagstiftningen och stadgan kom att spela en stor roll under hela 1400-talet. 
Flera av artiklarna återfinns i Magnus Erikssons landslag och är en upprepning av reglerna för landbor. Andra artiklar har efter utfärdandet upptagits som rikslagstiftning och inarbetats i Kristofers landslag från 1442. Även har artiklarna återupprepats i andra stadgatexter, så som Kalmarstadgan 1474.

## Stadgans artiklar
Rekonstruktion av stadgans artiklar.
1. Skara marknad avskaffas.
2. Förbud av landsköp.
3. Förbud mot utförsel av djur.
4. Bruka gården i 6 år.
5. Underhålla gården.
6. Tredskande med underhåll.
7. Ge 1 tunna öl.
8. Göra 12 dagsverken.
9. Göra 1 årlig forsla.
10. Finna ersättare vid uppsägning. Landbos rätt att ej bli avhyst.
11. Saklöst avhyst: ersättning.
12. Behandling av inhysefolk.
13. Påbud om mjölnares mått.
14. Reglering av måttens märkning.
15. Förbud mot armborst.
16. Förbud mot oljud på ting.
17. Förbud mot opåkallat vittne.
18. Påbud om skallredskap och skallfogde.
19. Påbud om humleodling.